# Grupo KISS Media
Grupo KISS Media, cuya razón social es Radio Blanca, S.A., es un grupo de comunicación español. Su actividad se centra en la producción y exhibición de contenidos audiovisuales. Actualmente, opera los canales de televisión DKISS y Hit TV, las emisoras de radio Kiss FM y Hit FM, y la productora Quiero Producciones.

## Historia
El 21 de abril de 1989, el empresario y fundador de Lácteas Reunidas Asturianas (RAM), funda Radio Blanca y la sociedad logra la concesión de siete emisoras nacionales de FM comercial y dos autonómicas.
En julio de 2001, el grupo pactó asociar 70 emisoras a Onda Cero (que en aquel momento era propiedad de Telefónica) bajo la marca Kiss FM. Así, la emisora empezó sus emisiones el 13 de abril de 2002, coincidiendo con el Día Internacional del Beso.
En 2005, se le concedió al grupo una frecuencia en la TDT local de Madrid para la emisión de Kiss TV, que más tarde fue ampliando su cobertura en la TDT en distintos lugares de España, así como en plataformas de televisión de pago.
El 13 de abril de 2010, el grupo lanzó una nueva emisora de radio, Hit FM, dedicada a un público más joven que su hermana mayor, Kiss FM.
El 16 de octubre de 2015, el Consejo de Ministros concedió al grupo un nuevo canal en la TDT nacional. Se anunció que el canal operaría bajo la marca Quiero TV, aunque poco después se confirmó el nombre de 9Kiss TV, pasando Kiss TV a denominarse Hit TV. Finalmente, el grupo llegó a un acuerdo con Discovery Communications (hoy Warner Bros. Discovery) como gestor de contenido y el canal fue lanzado como DKISS.

## Actividades
El grupo de comunicación es propietario de los canales de televisión, DKISS y Hit TV, y de las emisoras de radio, Kiss FM y Hit FM.

### Televisión
| Logo | Canal                           | Inicio de transmisiones          | Formato de imagen |
| ---- | ------------------------------- | -------------------------------- | ----------------- |
|      | DKISS Canal de entretenimiento. | 28 de abril de 2016 (8 años)     | HD                |
|      | Hit TV Canal musical.           | 28 de diciembre de 2015 (9 años) | HD                |

### Radio
| Logo | Emisora                  | Inicio de transmisiones       | Formato                 |
| ---- | ------------------------ | ----------------------------- | ----------------------- |
|      | Kiss FM Emisora musical. | 13 de abril de 2002 (22 años) | TDT, Internet, FM y DAB |
|      | Hit FM Emisora musical.  | 13 de abril de 2010 (14 años) | TDT, Internet y FM      |